# Pasivní optická síť
Pasivní optické sítě (Passive Optical Network, PON) představují jeden z nejvýznamnějších směrů v nasazování optických přístupových sítí. Pasivní proto, že mezi ústřednou poskytovatele internetového připojení a koncovým zákazníkem není nutno používat žádné aktivně napájené síťové prvky.
Významnou výhodou jsou nižší náklady na výstavbu a provoz oproti sítím aktivním. U sítí pasivních dochází jak k úspoře počtu tažených optických vláken (sdílení přenosové šířky jednoho vlákna více účastníky), tak vybavení potřebného pro fungování sítě (zjednodušení síťových prvků v ústředně poskytovatele).

## Prvky pasivní optické sítě
- Optické linkové zakončení – Optical Line Termination (OLT) je zařízení, které slouží k zakončení linky na straně internetového poskytovatele. Jeho účelem je konverze elektrického signálu na optický (a zpět) a multiplexování/demultiplexování signálu přenášeného prostřednictvím optického vlákna. Dále se stará o všechny náležitosti potřebné pro fungování sítě vyplývající z 1. (fyzické), 2. (spojové) a 3. (síťové) vrstvy modelu ISO/OSI.

- Optická distribuční síť – Optical Distribution Network (ODN) je souborem prostředků (vlákna, síťové prvky) pro přenos mezi síťovými zakončeními.

- Optická síťová jednotka – Optical Network Unit (ONU) je zařízení, které zakončuje pasivní optickou přístupovou síť na straně zákazníků a stará se o převod signálu (a celkově přenos síťového provozu) mezi domácí sítí koncových zákazníků a přístupovou sítí.

- Optický síťový zakončovač – Optical Network Terminal (ONT) je speciálním typem ONU, které zprostředkovává služby specificky pro jednoho zákazníka.

- Optický rozbočovač – Splitter je jednoduché nenapájené zařízení, které umožňuje sdílet více zákazníkům přenosovou šířku jednoho optického vlákna. Přidání každého rozbočovače způsobí zvýšení vložného útlumu na trase. Vzhledem k tomu, že na trase se nenachází žádné optické zesilovače nebo regenerátory je jejich počet a velikost útlumu jedním ze základních parametrů limitujících vzdálenost mezi uživatelem a centrální ústřednou. Splitter v základu spojuje/rozděluje vždy pouze 2 optická vlákna. Většího rozdělení se musí dosáhnout kaskádovitým řazením splitterů za sebe (toho se může dosáhnout na jedné destičce s planární technologií výroby nebo použitím rozbočovačů s FBT technologií výroby a jejich postupným ručním řazením za sebe).

## Princip přenosu

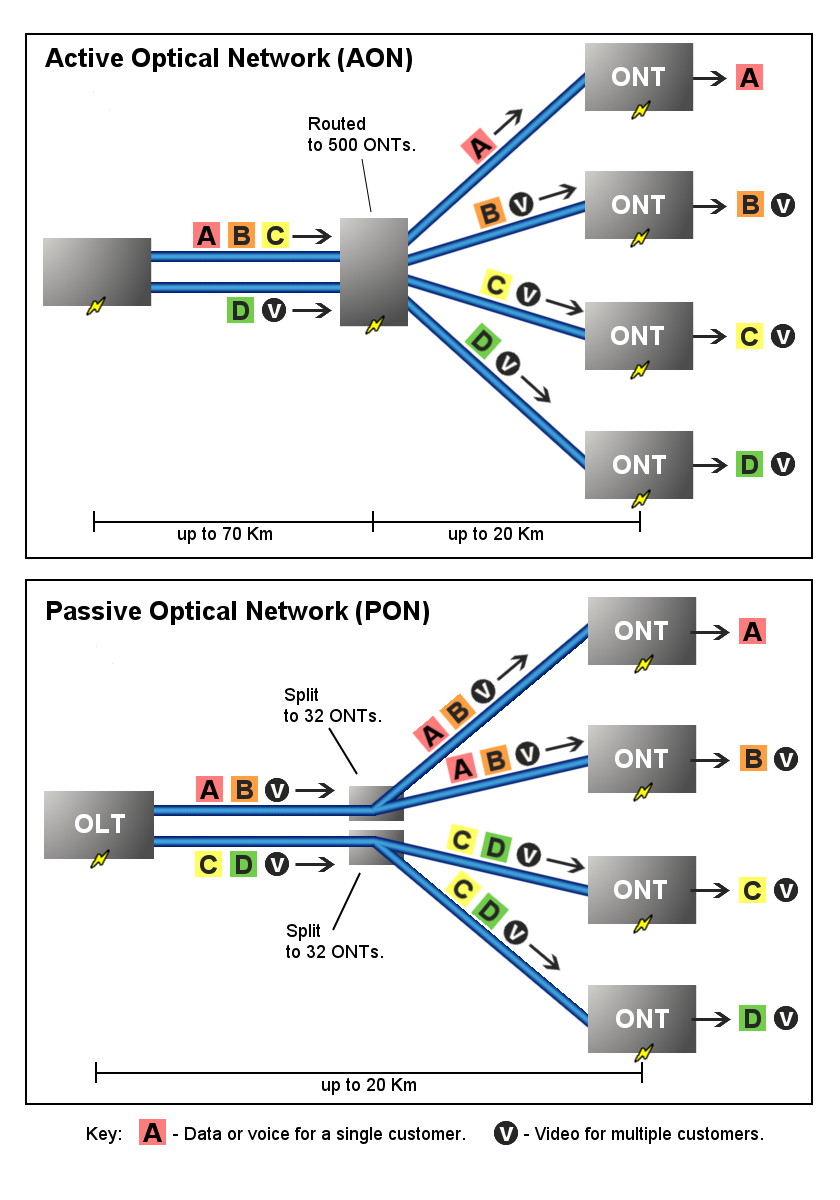
Rozdíl mezi aktivní a pasivní optickou sítí

Pasivní optická síť PON je sítí s topologií point-to-multipoint (bod – více bodů) a architekturou Fiber to the Premises (vlákno na pozemek zákazníka). Z ústředny operátora vede jedno vlákno, jehož signál se dále dělí pomocí optických splitterů a distribuuje přenosovou kapacitu vlákna mezi koncové uživatele (16 až 128 koncových uživatelů ve vzdálenosti 10–20 km v závislosti na použité normě a revizi).
Signál směrem k uživateli je přenášen spolu s daty ostatních uživatelů po jednom vlákně a to v zašifrované podobě, aby se zabránilo nežádoucím odposlechům dalšími účastníky.
K přenosu signálu od uživatele je zapotřebí použít speciální formy TDM (časového multiplexu). Jelikož ve směru od uživatele se vlákna spojují s ostatními vlákny, je třeba zajistit, aby v danou chvíli přicházela data pouze od jednoho uživatele a nedocházelo tak ke kolizím a degradaci signálu.
ONU leží v různých vzdálenostech od OLT, což znamená, že cesta signálu od různých ONU do OLT trvá různě dlouhou dobu. OLT měří zpoždění jednotlivých tras k ONU a na jejich základě vytváří registr. Jakmile je registr vytvořen, OLT může vysílat jednotlivým ONU tzv. granty. Grant je povolení používat definovaný časový interval pro přenos dat na upstreamu. Mapa grantů je přepočítávána dynamicky každých několik milisekund na základě potřeb pásma jednotlivých ONU.
Ačkoli lze použít separátně jedno vlákno na downstream a jedno na upstream, používá se téměř výhradně vlákno pouze jedno a data se zmultiplexují pomocí vlnového multiplexu. Nejčastěji používané vlnové délky jsou 1490 nm pro data směrem k uživateli, 1310 nm pro data směrem od uživatele a 1550 nm pro přenos televizního vysílání (1550 nm bylo zvoleno kvůli dřívějšímu analogovému televiznímu vysílání – na 1550 nm mají optická vlákna nejnižší útlum a tudíž dochází k nejmenšímu zarušení analogového signálu).

## Normy

### APON (ITU-T G.983)
APON (ATM PON) byl prvním standardem pro pasivní optické sítě, schváleným organizací ITU, v roce 1998. Jedná se o síť založenou na ATM. Ve své době sloužila především pro business klientelu a připojování velkých zákazníků.
Standard nabízí dva režimy přenosu. Symetrický s rychlosti 155,52 Mbit/s v obou směrech a asymetrický s rychlosti 622,08 Mbit/s pro downstream (směrem k uživateli) a 155,52 Mbit/s pro upstream (směrem od uživatele).

### BPON (ITU-T G.983)
BPON (Broadband PON) je standard z roku 2001 organizace ITU založený na standardu APON, který dále rozšiřuje. Využívá stejných přenosových rychlostí jako APON, ale navíc přidává podporu pro vlnový multiplex a dynamickou alokaci pásma pro upstream.

### GPON (ITU-T G.984)
GPON (Gigabit PON) je evolucí standardu BPON schválenou v roce 2003. Podporuje vyšší přenosové rychlosti, zlepšuje zabezpečení a umožňuje výběr protokolu druhé vrstvy (ATM, Ethernet, GEM – GPON Encapsulation Method).
Symetrická varianta přenosu nabízí rychlosti 2488,32 Mbit/s a 1244,16 Mbit/s. Asymetrická varianta nabízí na downsteamu (k uživateli) 2488,32 Mbit/s a 1244,16 Mbit/s a na upstreamu (od uživatele) 155,52 Mbit/s, 622,08 Mbit/s a 1244,16 Mbit/s. V praxi se komerčně prosadila varianta s rychlostmi 2488,32 Mbit/s (downstream) a 1244,16 Mbit/s (upstream).
Jedná se o jednoduchý protokol s velmi malou režií. Ta spotřebuje kolem 7 % přenosové kapacity. Pro porovnání: protokol APON spotřebuje na režii třetinu kapacity a EPON až 50 %.

### EPON (IEEE 802.3ah)
Nejúspěšnější a světově nejrozšířenější evoluci pasivních optických sítí představují sítě založené na standardu EPON (Ethernet PON), respektive GEPON (Gigabit Ethernet PON), jak také někdy bývá označován. EPON, na rozdíl od norem stavějících na standardech APON, BPON a GPON není produktem organizace ITU, ale IEEE. Jeho úspěch tkví především v použití Ethernetu na druhé vrstvě sítě. V době, kdy dochází k sjednocování sítí od transportních, až po domácí právě na Ethernetu se jedná pro poskytovatele připojení o jednu z nejlepších možností.
Nabízena je pouze symetrická varianta přenosu a to s rychlostí 1244,16 Mbit/s (v obou směrech). Existují ale dva typy rozhraní lišící se dynamikou a optickými výkony. První typ podporuje rozbočení až 1:16 a maximální vzdálenost mezi OLT a ONU 10 km. Druhý typ podporuje rozbočení až 1:32 a vzdálenost mezi OLT a uživatelem může činit až 20 km.

### 10G-EPON (IEEE 802.3av)
10G-EPON (10Gigabit Ethernet PON) je dalším vývojovým stupněm standardu 802.3ah, schváleným v září 2009. Zvyšuje přenosové rychlosti, ale zachovává kompatibilitu s předchozím standardem 802.3ah díky tomu, že ke změnám dochází pouze na nejnižší, fyzické, vrstvě.
Na rozdíl od 802.3ah nabízí 10G-EPON kromě symetrického přenosu i asymetrickou variantu. Symetrická varianta zvyšuje rychlosti na 10,3125 Gbit/s v obou směrech. Asymetrická varianta nabízí na downstreamu (k uživateli) též rychlost 10,3125 Gbit/s, ale na upstreamu zachovává rychlost 1244,16 Mbit/s, tj. rychlost shodnou s normou 802.3ah.
10G-EPON nabízí velmi rozšířené možnosti kompatibility s předchozí verzí 1G-EPON. Umožňuje například simultánní provoz 10G a 1G verze na jednom vlákně. Směrem k uživateli se použije vlnové dělení a vyseparuje se jeden kanál pro downstream s rychlostí 10,3125 Gbit/s (1575–1580 nm) a druhý pro downstream s rychlostí 1244,16 Mbit/s (1490 nm). Na upstreamu standard definuje novou vlnovou délku 1270 nm pro rychlost 10,3125 Gbit/s (pro 1244,16 Mbit/s zůstává 1310 nm). Na první pohled by se mohlo zdát, že lze použít také vlnové dělení, jenže pro vlnovou délku 1310 nm je vyhrazeno celé pásmo 1260–1360 nm, kde může vlnová délka kolísat a 1310 nm je jeho střední hodnota. Pro 1270 nm má toto pásmo rozsah 1260–1280 nm. Pásma se tudíž překrývají a je nutno stále používat časový multiplex (v tomto případe dual-rate TDMA).
Varianta s upstreamem o rychlosti 10,3125 Gbit/s je nicméně zatím rozšířena spíše sporadicky vzhledem k cenové náročnosti výroby koncových zařízení, která tuto rychlost podporují.

### 10G-PON (ITU-T G.987)

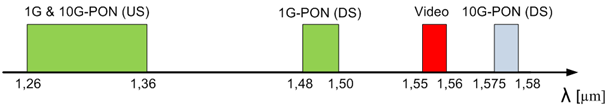
Multiplex sdružující 1G & 10G-PON a vlnovou délku pro přenos video služeb

Nejnovější normou od organizace ITU je standard 10G-PON z roku 2010. Dochází k dalšímu navýšení rychlostí s vysokou míru kompatibility s předchozím standardem G.984. Stejně jako 10G-EPON a 1G-EPON i 10G-PON umožňuje fungování na stejné ODN s G-PON. Stačí pouze vyměnit OLT a zákazníci mohou postupně podle jejich požadavků měnit ONT za nový a migrovat na 10G-PON, přičemž zákazníků používajících starší verzi G-PON se to nijak nedotkne (je zajištěna kompatibilita se staršími standardy).
Dalším významným krokem je kompatibilita na fyzické vrstvě s konkurenčním standardem od IEEE – 802.3av. Je umožněno používat stejné optické prvky do ONT a OLT jak pro 10G-PON, tak 10G-EPON. To snižuje náklady na jejich vývoj, výrobu a tím i koncovou cenu.
10G-PON umožňuje rozdělit jedno společné vlákno až pro 128 koncových uživatelů. Stejně jako 10G-EPON i 10G-PON podporuje symetrickou a asymetrickou variantu přenosu. Asymetrická varianta nabízí 10 Gbit/s pro downstream a 2,5 Gbit/s pro upstream (9,985328 Gbit/s a 2,48832 Gbit/s nominálně). Symetrická varianta nabízí 10 Gbit/s v obou směrech.
I u vlnových délek dochází po vzoru standardu 10G-EPON ke změně. Upstream se přesouvá na 1270 nm, nicméně stále se kryje s pásmem 1260–1360 nm standardu G-PON, takže se musí použít TDMA. Downstream naopak migruje výše, až nad frekvenci video služeb (1550 nm) a to na 1577 nm (stejně jako 10G-EPON).
Na jednom vlákně může díky tomu vzniknout vlnový multiplex využívající hned 4 vlnové délky a integrující v sobě downstream G-PON a 10G-PON, jejich časově multiplexovaný upstream a stream video služeb.